# Бригада «Шарлемань»
7-я гренадерская бригада войск СС «Шарлемань» (нем. Waffen-Grenadier-Brigade der SS "Charlemagne" (französische Nr. 1)) — тактическое соединение войск СС нацистской Германии, состоявшее из французских добровольцев. Сражалась на Восточном фронте против наступающих советских войск. В феврале 1945 года была переименована в 33-ю гренадерскую дивизию войск СС.

## Формирование
В начале 1942 г. начался приём французских добровольцев в войска СС (поначалу — в индивидуальном порядке). До тех пор, пока в СС отсутствовала национальная французская воинская часть, французским добровольцам приходилось служить в немецких частях СС (так, в составе 3-й дивизии СС «Мёртвая голова» и 5-й дивизии СС «Викинг» на Восточном фронте сражалось более 300 французских добровольцев). В конце июля 1943 г. правительство Французского государства официально разрешило французам вступать в войска СС. С этой целью на территории Французского государства было открыто 7 пунктов записи добровольцев. В целях информационной поддержки призывной кампании власти Французского государства 22 июля 1943 г. учредили «Комитет друзей войск СС». Таким образом, вербовка французских добровольцев в войска СС осуществлялось при официальной поддержке французского правительства, в то время как формирование Легиона французских добровольцев против большевизма являлось частной инициативой ряда французских политических партий.
Набрав достаточное количество добровольцев, командование войск СС приступило к формированию первой национальной французской части СС. 18 августа 1943 г. был сформирован французский полк СС, переименованный в октябре того же года во Французский добровольческий гренадерский полк СС. В связи с введением новой нумерации частей войск СС полк был 15 ноября 1943 г. переименован в 57-й гренадерский полк войск СС (французский № 1).
В июле 1944 г. французский полк войск СС был развёрнут во французскую добровольческую штурмовую бригаду СС. Помимо гренадерского полка, в её состав вошёл ряд вспомогательных подразделений (все — под номером 57). Батальоны и артиллерийский дивизион французской штурмовой бригады СС были дислоцированы в Бенешау, а французская рота противовоздушной обороны СС в Мюнхене. 1 августа 1944 г. в состав войск СС был переведён 638-й гренадерский французский полк из состава германского вермахта. В составе добровольческой штурмовой бригады СС бывший армейский полк получил наименование 58-й гренадерский полк войск СС (2-й французский).

## Боевой путь
В конце июля 1944 г. 1-й батальон 57-го гренадерского полка войск СС, усиленный 4 взводами из состава специальных частей французской штурмовой бригады СС, был придан 18-й мотопехотной дивизии СС «Хорст Вессель». Прибыв на Галицийский участок Восточного фронта, французский сводный батальон СС принял участие в боях с советскими войсками в районе юго-восточнее Львова, а в первой половине августа — в оборонительных боях в районе городов Стрый, Дрогобыч и Самбор. Французский противотанковый дивизион СС особо отличился при обороне г. Радомышля. Отступив из Галиции в Южную Польшу, сводный французский батальон СС держал оборону в районах Санок-Мелец, Дебица. В связи с огромными потерями, понесёнными французским добровольческим батальоном (к концу августа 1944 г. в строю осталось лишь 140 здоровых бойцов, фактически уцелел только каждый десятый), его остатки были сняты с фронта и переброшены в тыл для отдыха и пополнения.
В сентябре 1944 г. из Франции, покинутой под натиском англо-американцев и войск «Свободной (Сражающейся) Франции» генерала Шарля де Голля маршалом Филиппом Петэном и его правительством, была эвакуирована «Французская милиция». 23 октября 1944 г. командующий «Французской милиции» оберштурмбанфюрер войск СС Жозеф Дарнан передал своих милиционеров в распоряжение французских СС. 12 ноября новые добровольцы Французской бригады СС были приведены к присяге в учебном лагере Вильдфлеккен. 12 ноября 1944 г. монсеньор Жан Майоль де Люпэ провёл торжественное богослужение перед приведением к присяге французских новобранцев войск СС из рядов «Французской милиции», «Национал-социалистического моторизованного корпуса» и «Организации Тодта» и обратился к ним с весьма воинственной проповедью, возвеличивая СС как орудие Божие в борьбе против «царства Зла на Востоке». 13 ноября добровольческая штурмовая бригада СС «Франция» была переименована в 7-ю гренадерскую бригаду войск СС «Шарлемань». 10 февраля 1945 г. гренадерская бригада СС «Шарлемань» была развёрнута в одноимённую дивизию, состав которой был довольно пёстрым.

## Местонахождение
- с июля по август 1944 (Карпаты)

## Командиры
- ваффен-штурмбаннфюрер СС Гамори-Дюбордье (27 июля — 1 сентября 1944)
- ваффен-бригадефюрер СС и генерал-майор войск СС Эдгар Пуо (1 сентября 1944 — 10 февраля 1945)

## Состав
- 57-й гренадерский полк войск СС (1-й французский) (нем. Waffen-Grenadier-Regiment der SS 57 (französische Nr. 1))
- 58-й гренадерский полк войск СС (2-й французский) (нем. Waffen-Grenadier-Regiment der SS 58 (französische Nr. 2))
- 57-й артиллерийский дивизион войск СС (нем. Waffen-Artillerie-Abteilung der SS 57)
- 57-й фузилёрный батальон войск СС (нем. Waffen-Füsilier-Bataillon der SS 57)
- 57-й противотанковый дивизион войск СС (нем. Waffen-Panzerjäger-Abteilung der SS 57)
- 57-я сапёрная рота войск СС (нем. Waffen-Pionier-Kompanie der SS 57)
- 57-я рота связи войск СС (нем. Waffen-Nachrichten-Kompanie der SS 57)
- 57-я ветеринарная рота войск СС (нем. Waffen-Veterinär-Kompanie der SS 57)
- 57-й отряд снабжения войск СС (нем. Waffen-Versorgungs-Truppen der SS 57)
- 57-й полевая запасная рота войск СС (нем. Waffen-Feldersatz-Kompanie der SS 57)